# Berdon Sønderland
Berdon Sønderland (22 aprile 1973) è un ex calciatore norvegese, di ruolo difensore.

## Carriera

### Club
Sønderland cominciò la carriera con la maglia del Molde, per cui esordì nella Tippeligaen il 23 maggio 1993, schierato titolare nella sconfitta per 4-0 contro lo Start. Il 4 luglio successivo, realizzò la prima rete nella massima divisione norvegese, nel pareggio per 1-1 contro il Kongsvinger. In quella stagione, il Molde retrocesse nella 1. divisjon, ma Sønderland rimase in forza alla squadra e contribuì all'immediata promozione. Nello stesso anno, giocò qualche minuto nella finale di Coppa di Norvegia, vinta per 3-2 sul Lyn Oslo. Nel 1997, militò nel Gossen.

### Nazionale
Sønderland conta 6 presenze per la Norvegia under 21.